# 弗朗索瓦-约瑟夫·戈塞克
弗朗索瓦·约瑟夫·戈塞克（又譯郭賽克，1734年1月17日—1829年2月16日），在法国工作的比利时作曲家。
生于比利时贫苦家庭，17岁时移居巴黎，并开始写作歌剧和宗教音乐，后组织了业余爱好者的音乐会并为其谱写交响曲；1784年创办皇家歌唱学校，1795年改名为巴黎音乐学院，他任学监兼作曲教授；法国大革命爆发后，他积极参与，1792年被派到比利时宣传，1795年被选为法兰西学院院士。1816年波旁王朝复辟，他被逐出巴黎音乐界，移居城郊直到去世。
戈塞克的作品气势宏伟，色彩丰富，喜好采用较大的编制，对柏辽兹的创作有一定影响。他在大革命期间创作的许多作品现在已基本不上演，唯有一首小品《加沃特舞曲》（Gavotte） （页面存档备份，存于）一直被听众所喜爱。